# Rose Christiane Raponda
Rose Christiane Ossouka Raponda (Libreville, 1963. június 30. –) gaboni politikus, az ország alelnöke (2023-től).

## Élete
1995-ben szerzett diplomát a Gaboni Közgazdasági és Pénzügyi Intézetben államháztartási szakirányon. A 2000-es évek elején gazdasági főigazgató, majd a Banque de l'habitat du Gabon főigazgató-helyettese volt.

## Fordítás
- Ez a szócikk részben vagy egészben  a   Rose Christiane Ossouka Raponda című francia Wikipédia-szócikk fordításán alapul.  Az eredeti cikk szerkesztőit annak laptörténete sorolja fel. Ez a jelzés csupán a megfogalmazás eredetét és a szerzői jogokat jelzi, nem szolgál a cikkben szereplő információk forrásmegjelöléseként.